# スピンギャップレス半導体
スピンギャップレス半導体（スピンギャップレスはんどうたい）は、磁性体である量子物質の一種。上下のスピンバンドが交換分裂しており、そのそれぞれの電子構造がエネルギーギャップを有している。スピンギャップレス半導体の磁気特性や磁気変調特性は電場によって操作することが可能である。代表例としてマンガン・コバルト・アルミニウム合金の薄膜などがある。2022年の大阪大学などの研究により、その性質が詳しく評価された。